# 襄阳南路 (上海)

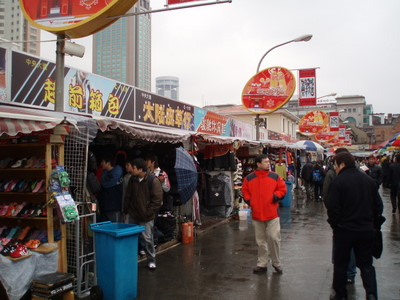
原襄阳路小商品市场（已拆卸）

襄阳南路是上海市徐汇区的一条街道，南北走向，南起肇嘉浜路，北至淮海中路。长1499米，宽16米。
襄阳南路原名拉都路（Route Tenant de la Tour），由上海法租界公董局修筑于1918年到1921年，得名于法国邮船公司一位职员。1943年汪精卫政府接收租界时改名襄阳路，1946年改名襄阳南路。
襄阳南路沿路传统上为住宅区。1990年代曾经开设小商品市场。